# Stanisława Dawid
Stanisława Dawid z domu Staśkiewicz (ur. 12 maja 1936 w Strzałkach, zm. 22 lipca 2014) – wycinankarka, koronczarka i tkaczka z Puszczy Zielonej, laureatka Nagrody im. Oskara Kolberga.

## Życiorys
Przyszła na świat w rodzinie Staśkiewiczów, z której wywodzi się wielu twórców i twórczyń ludowych (m.in. Czesława Kaczyńska i Wincenty Staśkiewicz). Tradycji uczyła się od babci Antoniny Staśkiewicz i matki Stanisławy Staśkiewicz z Porębów. Po zamążpójściu pracowała z mężem w ponaddziesięciohektarowym gospodarstwie rolnym.
Wycinaniem zajęła się jako dziecko, w wieku 8 lat zrobiła pierwsze wycinanki. Jako trzynastolatka zdobyła pierwszą nagrodę w konkursie zorganizowanym w 1950 przez Instytut Wzornictwa Przemysłowego w Warszawie. W latach 1953–1955 podjęła współpracę z instytutem. Tworzone przez nią wycinanki były używane w projektowaniu tkanin. Specjalizowała się w tradycyjnych formach (gwiazdy, leluje i koguty), tworzyła również nowoczesne formy (las, szopki, sceny rodzajowe z życia wsi). Jej prace wyróżniają się bogactwem motywów, precyzyjnym cięciem i kompozycją. Współpracowała ze Spółdzielnią Rękodzieła Ludowego i Artystycznego „Kurpianka” w Kadzidle. Wykonywała dla niej wycinanki, kwiaty z bibuły i palmy wielkanocne, kierce, pisanki, tkaniny oraz koronki z bawełnianych nici. Haftowafa elementy stroju kurpiowskiego Puszczy Zielonej (wstawki i obszycia fartuchów koszul) oraz serwety i obrusy. Tkała, używając wąskich krosien, samodzielnie przędła len i wełnę. Tworzyła tkaniny użytkowe (pościel, płótno na koszule) oraz dekoracyjne (serwety, obrusy, narzuty na łóżka, burunki). W wycinankach oraz w tkaninach stosowała typowe dla Puszczy Zielonej motywy zdobnicze oraz kolory (czerwień, zieleń, biel i granat). Współpracowała też z Cepelią.
Uczestniczyła w najważniejszych festiwalach i przeglądach sztuki ludowej. Prezentowała swoje prace w Krakowie, Gdyni, Opolu, Kazimierzu, Płocku, Warszawie, Szczecinie, Olsztynie, Pułtusku, Ostrołęce, Białymstoku, Łomży. Prowadziła warsztaty dla dzieci i młodzieży m.in. w Muzeum Kultury Kurpiowskiej w Ostrołęce oraz podczas warsztatów etnograficznych „Ginące Zawody” w Zagrodzie Kurpiowskiej w Kadzidle. Jej wycinanki można znaleźć w Muzeum Kultury Kurpiowskiej w Ostrołęce, Muzeum Północno-Mazowieckim w Łomży, w Państwowym Muzeum Etnograficznym w Warszawie, Muzeum Podlaskim w Białymstoku, Muzeum Etnograficznym im. Marii Znamierowskiej-Prüfferowej w Toruniu, Muzeum Mazowieckim w Płocku, Muzeum Etnograficznym im. Seweryna Udzieli w Krakowie, Muzeum Wycinanki Polskiej w Konstancinie, Muzeum Kultury Ludowej w Węgorzewie, Muzeum Regionalnym w Pułtusku, Muzeum Nadwiślańskim w Kazimierzu Dolnym, Muzeum Śląska Opolskiego i muzeum w Lublinie.
Należała do Funduszu Rozwoju Twórczości Cepelii, Stowarzyszenia Twórców Ludowych (od 1970) i Stowarzyszenia Artystów Kurpiowskich. Jej uczennicami były: młodsza siostra Czesława Kaczyńska, bratowa Genowefa Staśkiewicz, córka Teresa Wielechowska oraz synowa Katarzyna Dawid. Ciotką Stanisławy Dawid była Stanisława Olender.
Spoczywa na cmentarzu w Kadzidle.

## Nagrody
- 1998: Odznaka „Zasłużony Działacz Kultury”[4]
- 2004: Nagroda Starosty Ostrołęckiego w dziedzinie kultury[3][7]
- 2008: Nagroda Wójta Gminy Kadzidło „Śladami Kurpiów”[2]
- 2009: Nagroda Prezesa Związku Kurpiów „Kurpik 2008” w kategorii Twórczość ludowa[8]
- 2009: Nagroda im. Oskara Kolberga[2]
- 2010: Medal Fundacji Cepelia „Za zasługi dla Cepelii”[9]
- 2010: Medal Pamiątkowy „Pro Masovia”[4].

## Upamiętnienie
W 2020 była jedną z bohaterek wystawy pt. Wycinanka kurpiowska z Puszczy Zielonej przygotowanej przez Muzeum Kultury Kurpiowskiej w Ostrołęce.